# QComicBook
QComicBook è un visualizzatore di immagini scritto in C++ che utilizza le Qt.
Supporta i file .cbr (RAR), .cbz (ZIP), .cba (ACE), .cbg (gzip) e .cbb (bzip2), oltre ad essere in grado di aprire immagini JPEG, PNG, GIF, BMP e documenti PDF.
Prevede un sistema di segnalibri e permette di ridurre la dimensione del puntatore del mouse durante la lettura.